# Малчовци (област Габрово)
 За другото българско село вижте Малчовци (Област Велико Търново).  
Малчовци е село в Северна България. То се намира в община Трявна, област Габрово.

## География
Село Малчовци се намира в планински район.